# Llista d'escriptors angolesos
Aquesta és una llista d'escriptors angolesos, ordenada alfabèticament per cognom.
- Henrique Abranches (1932-2004), poeta
- Antero Abreu (1927-2017), poeta
- José Eduardo Agualusa (nascut el 1960),[1]
- Fernando Costa Andrade (nascut el 1936), poeta[2]
- Mário Pinto de Andrade (1928–1990), poeta i polític[2]
- Mario António (nascut el 1934), poeta[2]
- Arlindo Barbeitos (nascut el 1940), poeta
- Geraldo Bessa-Victor (1917-1985), poeta[2]
- Dulce Braga (nascuda el 1958)
- António Cardoso (nascut el 1933), narrador[2]
- Mendes de Carvalho Uanhenga Xitu, polític i escriptor africanista en portuguès i Kimbundu[1][3]
- Lisa Castel (nascuda el 1955), escriptora i periodista
- Alberto Graves Chakussanga (1978-2010), periodista radiofònic assassinat
- Maria João Chipalavela[4]
- Tomaz Vieira da Cruz (1900–1960), poeta[2]
- Viriato Clemente da Cruz (1928-1973), poeta[2]
- Alexandre Dáskalos (nascut el 1924), poeta[5]
- Maria Alexandre Dáskalos (nascuda el 1957)[6][2]
- Raul David (nascut el 1918)[7]
- Lopito Feijóo (nascut el 1963), poeta[8]
- Isabel Ferreira (nascuda el 1958)
- Ernesto Lara Filho (1932–1977), poeta[9]
- Domingos Florentino (nascut el 1953)[10]
- Henrique Guerra (nascut el 1937), narrador[2]
- Duque Kate Hama (nascut el 1963)[11]
- António Jacinto (1924–1991), poeta i activista polític[1][2]
- Sousa Jamba (nascut el 1966), periodista i novel·lista anglòfon[12][13]
- Kandjila (nascut el 1973)[14]
- Luis Kandjimbo (nascut el 1960), assagista i crític[15]
- Dia Kassembe (nascut el 1946), escriptor i novel·lista francòfon[16]
- Alda Lara (1930–1962), poetessa
- Manuel de Santos Lima (nascut el 1935)[17][2]
- Amélia da Lomba (nascuda el 1961), escriptora i periodista
- Reis Luís, o "Mbwanga" (nascut el 1968), novel·lista[18]
- João Maimona (nascut el 1955), poeta i assagista[19]
- Rafael Marques de Morais (nascut el 1971), periodista
- André Massaki (nascut el 1923), polític i escriptor[2]
- Joaqim Dias Cordeiro da Matta (1857–1894), folklorista[2]
- Cikakata Mbalundu (Aníbal Simões) (nascut el 1955)[20]
- Manuel Rui (nascut el 1941), poeta[1][21]
- Agostinho Neto (1922–1979), poeta[1][2][22]
- Frederico Ningi (nascut el 1959), poeta, periodista[23]
- Ondjaki (nascut el 1977), poeta, novel·lista i dramaturg
- Ernesto Cochat Osório (1917–2002), doctor i poeta[2]
- Pepetela (Artur Carlos Maurício Pestana dos Santos, nascut el 1941), escriptor[1]
- José de Fontes Pereira (1838–1891), periodista
- Wanda Ramos (1948–1998)
- Inácio Rebelo de Andrade (nascut el 1935)[24]
- Oscar Ribas (1909–2004), novelist[2]
- Alcides Sakala Simões (nascut el 1953)[25]
- Ana de Santana (nascuda el 1960)
- Aires de Almeida Santos[26]
- Arnaldo Santos (nascut el 1936), poeta[2]
- Maria Perpétua Candeias da Silva, professora i escriptora[2]
- Ana Paula Ribeiro Tavares (nascuda el 1952), poetessa
- Timóteo Ulika (Cornélio Caley)[27]
- José Luandino Vieira (nascut el 1935), narrador i novel·lista[1][2]
- Mota Yekenha (nascut el 1962)[28]